# Gajah Mada
Gajah Mada, o anche Gadjah Mada (circa 1290 – 1364), è stato un militare indonesiano fu, secondo la tradizione, il mahapatih ("primo ministro" o "vicereggente") dell'antico regno di Majapahit, a cui viene attribuito il merito di aver unificato l'arcipelago indonesiano.
Le sue lodi sono cantate da Mpu Prapanca nel poema epico Nagarakretagama, ed è considerato un eroe nazionale dell'Indonesia moderna.

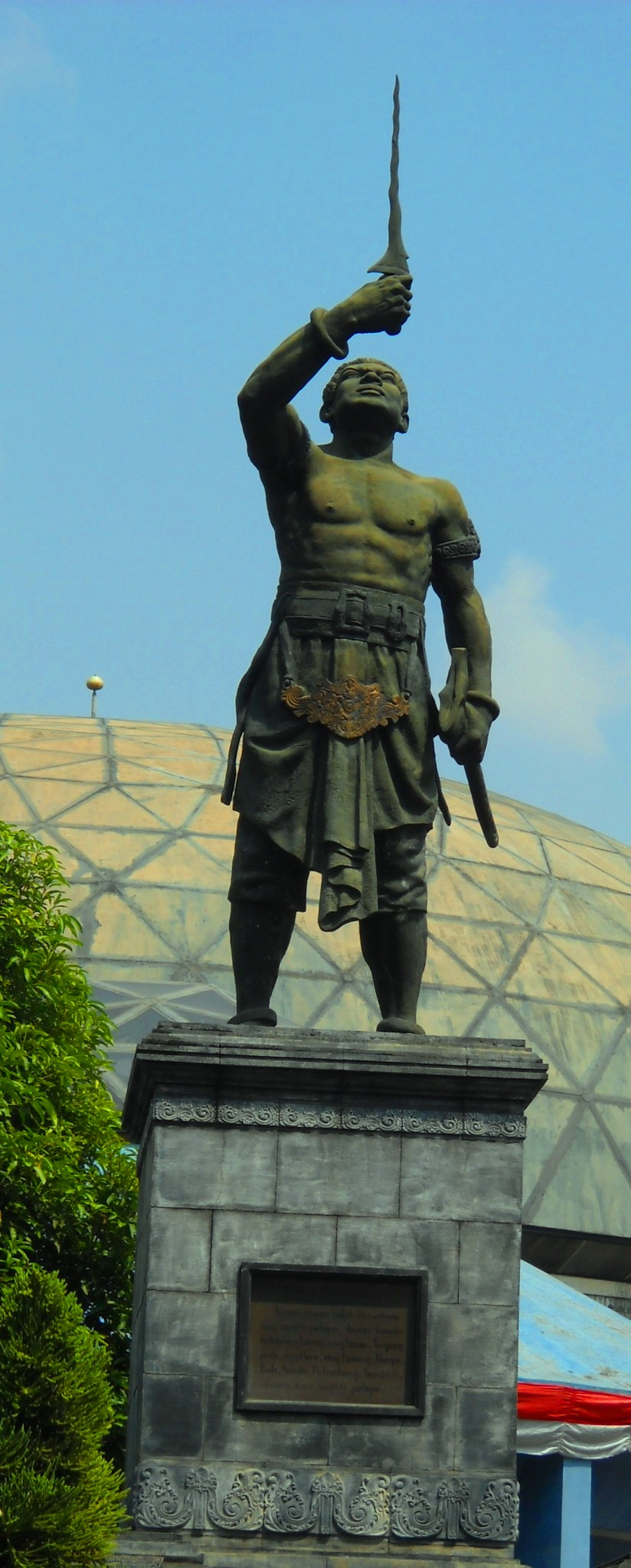
Statua raffigurante Gajah Mada di fronte al Taman Mini Indonesia Indah, Giacarta orientale

## Biografia
Della sua giovinezza non si sa nulla eccetto il fatto che fosse di umili origini. Fece carriera a palazzo entrando a far parte della guardia del corpo reale e, durante una rivolta orchestrata nel 1319 da uno degli ufficiali, Rakrian Kuti, portò in salvo il re Jayanagara, nascondendolo in un villaggio di nome Badander; ritornato nella capitale, fece spargere la voce della morte del re e scoprì che molti alti funzionari erano rimasti scossi dalla notizia, e che non erano contenti dell'usurpatore. Avviò quindi una controrivolta, durante la quale Kuti venne ucciso e Jayanagara reinsediato sul trono; come ricompensa della sua lealtà, il re lo nominò patih ("ministro") di Daha e poi anche di Janggala, una posizione di grande potere.
Più avanti, Jayanagara si appropriò della moglie di Gajah Mada: nel 1328, quindi, Gajah Mada diede istruzioni al medico di corte, Tancha, perché uccidesse il re durante un'operazione. Una volta morto il re (e fatto giustiziatore Tancha per l'accaduto), al trono ascese sua figlia, Tribhuvana, poiché Jayanagara non aveva eredi maschi.
Durante il regno di quest'ultima Gajah Mada scalò ulteriormente i vertici del potere nel governo di Majapahit: nel 1331, di ritorno da una spedizione militare nel Sadeng dove aveva sedato una rivolta, venne nominato mahapatih (primo ministro). Nella stessa occasione, giurò solennemente che si sarebbe astenuto dal palapa (comunemente interpretato come "cibo speziato") fino a che non avesse conquistato tutto l'arcipelago.

### Unificazione dell'Indonesia

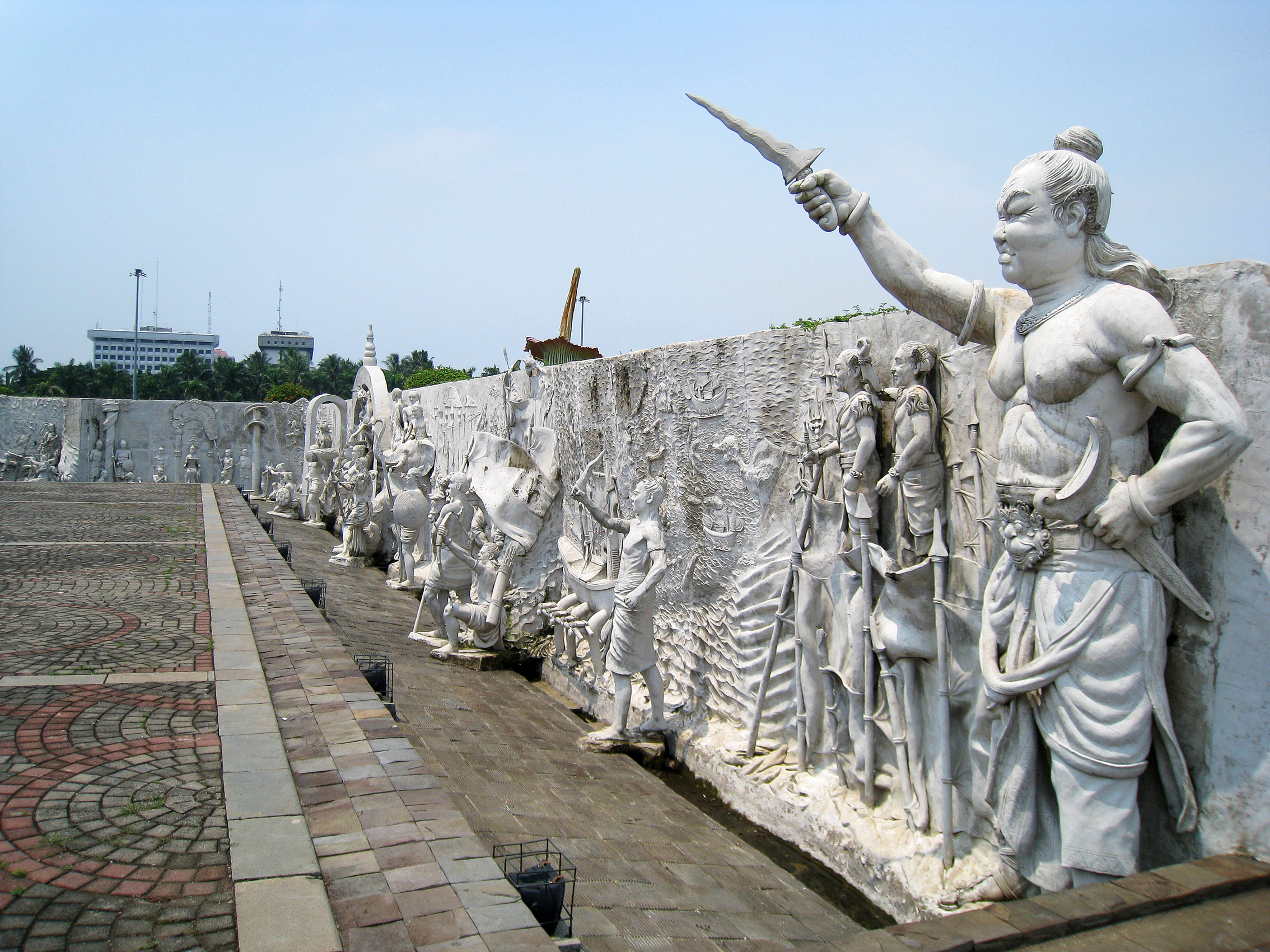
Gajah Mada, in primo piano sulla destra, raffigurato in un complesso scultoreo presso il Monumento Nazionale a Giacarta

Nel 1343 Gajah Mada guidò una spedizione militare, conquistando l'isola di Bali; con l'abdicazione di Tribhuvana nel 1350 in favore di suo figlio Hayam Wuruk, l'impero Majapahit raggiunse l'apice del suo splendore, governato de facto da Gajah Mada, a cui il re lasciava l'intera gestione degli affari. L'anno seguente l'ascesa al trono di Hayam Wuruk, Gajah Mada tentò di annettere il Regno di Sonda tramite un matrimonio diplomatico: l'accordo iniziale s'incrinò quando il re di Sonda pretese che sua figlia avesse uguali poteri rispetto al marito, anziché essere a lui sottomessa, e alla fine Sonda venne conquistato con la forza.
Gajah Mada morì nel 1364 in circostanze non chiare; secondo alcune fonti, venne avvelenato dallo stesso re, che temeva la quantità di potere che si era accumulata nelle mani del suo primo ministro. Di fatto, alla morte di Gajah Mada, i suoi compiti erano talmente tanti che dovettero essere divisi fra quattro ministri. Con la morte di Gajah Mada, però, la forza del regno cominciò a declinare; l'impero di Majapahit crollò definitivamente tra la fine del XV secolo e l'inizio del XVI.

## Nella cultura di massa
- Gajah Mada compare come personaggio centrale di una pentalogia di romanzi scritti da Langit Kresna Hariadi e pubblicati tra il 2004 e il 2007.[3]
- È anche il leader della civiltà indonesiana nell'espansione Brave New World di Sid Meier's Civilization V.
- L'espansione Rise of the Rajas di Age of Empires II contiene una campagna indonesiana dedicata all'impero di Majapahit e a tutti i suoi personaggi più famosi, tra cui appunto anche lo stesso Gajah Mada. La campagna inizia con la fondazione dell'impero Majapahit dopo l'invasione mongola in Indonesia, la conquista dell'arcipelago dopo il Patto di Palapa e la tragedia di Bubat che portò Gajah Mada alla sua caduta.